# Ablai Khan
Wali-ullah Abul-Mansur Khan, más conocido como Ablai Khan (kazajo : Абылай (Әбілмансұр) хан ) (1711-23 de mayo de 1781) fue un khan kazajo.

## Biografía
Nacido como Wali-ullah Abul-Mansur Khan, Ablai Khan pertenecía a la rama superior de descendientes del fundador del estado kazajo del siglo XV, Janybek Khan . En la primera mitad del siglo XVIII, Ablai Khan demostró ser un talentoso organizador y comandante mientras encabezaba destacamentos de la milicia kazaja durante las guerras kazajas-Dzungar. Participó en las batallas más importantes contra los Dzungar desde la década de 1720 hasta la de 1750, por lo que el pueblo lo declaró "batir" ("héroe"), al tiempo que se auto-proclamaba descendiente del gran conquistador mongol, Gengis Khan.
La actividad de Ablai tenía como objetivo crear un estado kazajo fuerte e independiente. Dirigió las fuerzas unificadas de los kazajos y fomentó la centralización del poder estatal en Kazajistán. Hasta su elección como el khan de las tres jüzes, Ablai tuvo que competir con Khan Abul Mambet y sus descendientes del jüz Medio por el liderazgo. Inicialmente, Rusia reconoció a Abul-Mambet Khan como el Khan del jüz Medio, mientras que Ablai recibió el apoyo de China . El talento de Ablai para jugar China contra Rusia gradualmente lo convirtió en el Khan sin igual de la estepa. A diferencia de Abul Khair Khan del Pequeño jüz , Ablai nunca se sometió al dominio ruso. En 1771, en la reunión de los representantes de los tres jüzes, Ablai fue elegido como el khan kazajo. La emperatriz rusa solicitó que el título de khan sea reconocido y aprobado oficialmente por Rusia. Con ese fin, envió una carta oficial a Petropavl , donde se esperaba que Ablai recibiera el título en 1779. Nunca se presentó en el fuerte, rechazando la solicitud de Rusia de nombrarlo como el khan del jüz Medio. En contraste con Ablai, otros khanes y sultanes habían estado compitiendo por los lujosos obsequios y estipendios de los emperadores de Rusia a cambio de su sumisión.
Durante las campañas Qing contra los Dzungars , Ablai Khan decidió no tomar partido. Él resguardó a los Dzungar Oirat taishis Amursana y Dawachi de los ataques del Khoshut-Orto rey del Tíbet, Lha-bzang Khan, cuando el Dzungar Khanate se fracturó tras la muerte de Galdan Tseren en 1745. Sin embargo, una vez que Amursana y Dawachi ya no eran aliados, Ablai Khan aprovechó la oportunidad para capturar rebaños y territorio de los Dzungars.
Durante la rebelión de Amursana contra los Qing en 1755-56, Ablai Khan le ofreció refugio en un punto y se negó a entregarlo a pesar de la amenaza de una incursión en su territorio. Sin embargo, hacia 1757, Ablai Khan había reconocido la soberanía china. Ablai fue confirmado como Khan kazajo por los chinos y los rusos. Dirigió numerosas campañas contra el kanato de Kokand y Kyrgyz . En la última campaña, sus tropas liberaron muchas ciudades en el sur de Kazajistán e incluso capturaron Tashkent . Luego se dirigió al actual Kirguistán y ganó una batalla furiosa con tropas de caudillos locales. Tras su muerte en 1781 fue enterrado en el mausoleo de Khoja Ahmed Yasavi en Hazrat-e, Turkestan .
Uno de sus mayores legados fue unir a los kazajos a su alrededor y darles un espíritu nacional. El nombre de Ablai Khan se perpetuó después de la independencia de Kazajistán. Muchas calles fueron nombradas en su honor, y una estatua ecuestre se ha establecido en Almaty. Su rostro ocupa el dorso del billete nacional de 100 tenge. La Universidad de Relaciones Internacionales y Lenguas Extranjeras de Kazajistán lleva el nombre de Ablai Khan.